# Facultad de Ciencias Económicas y de Administración (Universidad de la República)
La Facultad de Ciencias Económicas y de Administración  es una institución universitaria pública de Uruguay, la cual forma parte de la Universidad de la República.  Su edificio principal se sitúa en el barrio Palermo de Montevideo, sobre la calle Gonzalo Ramírez 1926.
En el año 2017 ingresaron 5063 estudiantes, siendo la Facultad con mayor número de estudiantes del Uruguay.
Su actual decano es el contador Jorge Xavier.

## Historia

### Antecedentes
Como antecedentes de la Facultad de Ciencias Económicas y Administración debemos remontarnos hacia los años 1829 y 1836, con la existencia de la Escuela Especial de Comercio de los Padres escolásticos. 
Posteriormente, el 24 de octubre de 1903, el presidente José Batlle y Ordóñez firmaría y presentaría un decreto para la creación de la Facultad de Comercio, la cual se concretaría gracias a la aprobación de la ley del 9 de mayo de 1904. En el primer año de la carrera se inscribieron 8 estudiantes para contador y 26 para perito mercantil. 
La ley orgánica de 1908 modificó la organización de la Universidad de la República y separó la Facultad de Comercio de la Universidad, transformándola en la Escuela Nacional de Comercio.

### Creación
En 1924 el Contador Mariano García Selgas presentó ante la Cámara de Diputados un proyecto de ley para la creación de una Facultad de Ciencias Económicas y Administración. El 13 de julio del año 1932, con la sanción y aprobación de la Ley N.º 8.865 finalmente fue creada la Facultad de Ciencias Económicas y Administración. La cual iniciaría sus primeros cursos en 1935.
La casa de estudios de la facultad, se encuentra en el barrio Palermo de Montevideo, en el edificio que fuera sede del antiguo hospital infantil Pedro Visca.

## Actualidad
Cuenta con una construcción anexa llamada Edificio Polifuncional José Luis Massera, conocido popularmente como "El Faro", compartido con la Facultad de Ingeniería y la Facultad de Arquitectura, el mismo fue construido con el fin de aumentar la capacidad de salones de clases. El edificio se encuentra en la sede de la Facultad de Ingeniería. 
Desde el año 2016 comparte con el Área Social de la Universidad de la República, el Aulario "Mártires Estudiantiles" frente a su sede central, en Gonzalo Ramírez 1915, donde funciona además su Centro de Posgrados en el tercer piso.

## Estructura académica

### Títulos
La facultad ofrece los siguientes títulos:

#### Pregrado
- Ciclo Inicial Optativo - Opción Social
- Técnico en Administración
- Tecnólogo en Administración y Contabilidad (se imparte en los departamentos de Lavalleja, Maldonado, Rocha, Tacuarembó y Treinta y Tres)

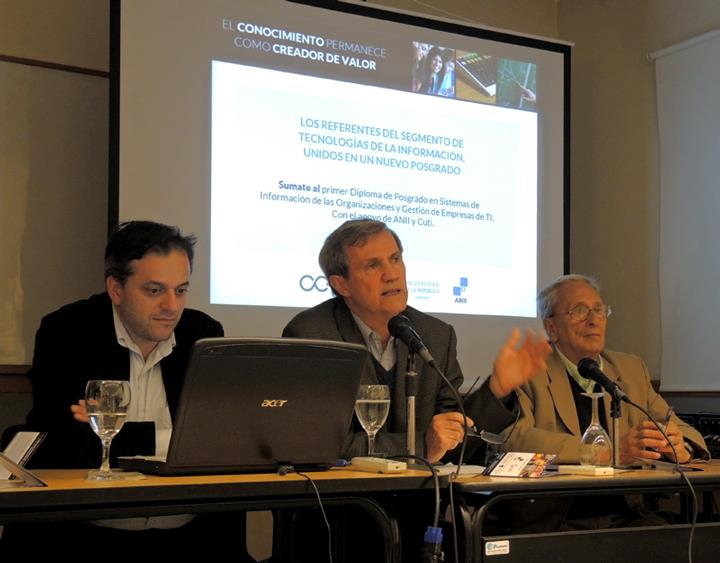
El entonces rector de la Universidad de la República, Rodrigo Arocena, habla en el acto de apertura del Posgrado en Sistemas de Información de las Organizaciones y Gestión de Empresas de TI. A su derecha se encuentra Rodrigo Arim, entonces decano de la facultad y actual rector de la universidad (marzo de 2013).

- Tecnólogo en Gestión Universitaria

#### Grado[8]
- Contador Público
- Licenciado en Administración
- Licenciado en Economía

- Licenciado en Estadística

#### Posgrado[9][10]
- Maestría en Finanzas
- Maestría en Gerencia y Administración (MBA).
- Maestría en Marketing
- Maestría en Tributación
- Maestría en Economía
- Maestría en Economía y Gestión de Turismo sustentable
- Maestría en Gestión Pública
- Diploma de Posgrado en Administración
- Diploma de Posgrado en Costos y Gestión Empresarial
- Diploma de Posgrado en Especialización en Finanzas
- Diploma de Posgrado en Gestión de Servicios de Salud
- Diploma de Posgrado en Marketing
- Diploma de Posgrado en Transformación Organizacional
- Diploma de Posgrado en Tributaria
- Diploma de Posgrado en Economía, Derecho y Gestión del Deporte
- Diploma de Posgrado en Economía y Gestión de Turismo sustentable
- Diploma de Posgrado en Sistemas de Información de las Organizaciones y Gestión de Empresas de TI.[11]
- Cuenta con un anexo en el Departamento de Maldonado.

### Estudiantes
| 1960 | 1968 | 1974 | 1988 | 1999 | 2007   | 2012   |
| ---- | ---- | ---- | ---- | ---- | ------ | ------ |
| 1929 | 2161 | 3157 | 7225 | 9756 | 12 341 | 13 842 |

En 2012 contaba con 17.663 estudiantes matriculados, según el VII Censo de Estudiantes Universitarios de la República, distribuidos de la siguiente manera: 10.156 en Contador Público, 2.791 en Licenciatura en Administración-Contador, 2.671 en Licenciatura en Economía, 695 en Licenciatura en Estadística, 188 en Tecnicatura en Administración y Contabilidad y 1.162 en Ciclo Básico.

### Decanos
| Decano                                           | Período              |
| Facultad de Comercio                             | Facultad de Comercio |
| ------------------------------------------------ | -------------------- |
| Tomás Claramunt                                  | 1904-1908            |
| Escuela Nacional de Comercio                     |                      |
| Tomás Claramunt                                  | 1908-1913            |
| Pablo Fontaina                                   | 1913-1916            |
| Escuela Superior de Comercio                     |                      |
| Pablo Font3                                      | 1916 - 1932          |
| Facultad de Ciencias Económicas y Administración |                      |
| Andrés Pacheco                                   | 1932-1936 (interino) |
| Luis Mattiauda                                   | 1932-1936            |
| Pedro Arbildi                                    | 1936-1943            |
| José Domínguez Noceto                            | 1943-1949            |
| Agustín Laxalde                                  | 1950-1955            |
| Israel Wonsewer                                  | 1956-1959            |
| Federico Slinger                                 | 1959-1968            |
| Samuel Lichtensztejn                             | 1959-1968 (interino) |
| Danilo Astori                                    | 1968-1973            |
| Jorge Anselmi                                    | (decano interventor) |
| Nilo Berchesi                                    | (decano interventor) |
| Danilo Astori                                    | 1985-1989            |
| Juan Carlos Dean                                 | 1989-1998            |
| Miguel Galmés                                    | 1998-2006            |
| Walter Rossi                                     | 2006-2010            |
| Rodrigo Arim                                     | 2010-2018            |
| Jorge Xavier                                     | 2018-presente        |

Durante la intervención de la Universidad de la República por parte del gobierno cívico-militar entre el 27 de octubre de 1973 y el 27 de febrero de 1985, la Facultad de Ciencias Económicas y de Administración tuvo como decanos designados ("decanos interventores") a Jorge Anselmi y Nilo Berchesi.